# Stephen Moulton Babcock

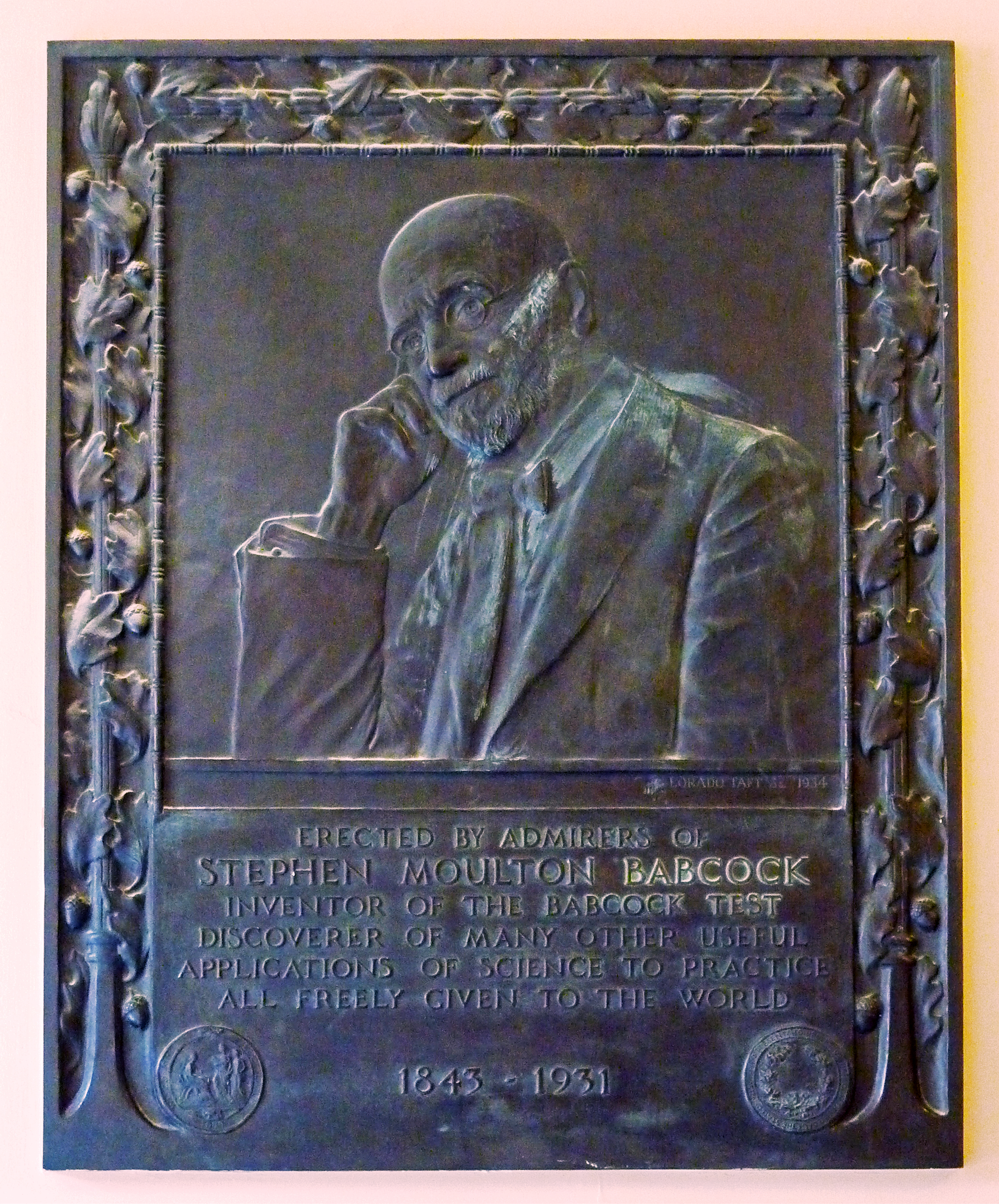
Tablica pamiątkowa ku czci Stephena Moultona Babcocka

Stephen Moulton Babcock (ur. 22 października 1843 koło Bridgewater, stan Nowy Jork, zm. 2 lipca 1931 w Madison, stan Wisconsin), amerykański agrochemik. Wynalazca testu Babcocka, prostej i taniej metody oznaczania zawartości tłuszczu w mleku.
Syn farmera ze stanu Nowy Jork. Studiował w Stanach Zjednoczonych i w Niemczech, m.in. u J. Liebiga. W 1881 otrzymał stopień doktora. Po powrocie do USA pracował początkowo w stacji doświadczalnej w Geneve nad jeziorem Seneca, a od 1888 w Kolegium Rolniczym uniwersytetu stanu Wisconsin w Madison. Tam w 1890 wynalazł swoją metodę oznaczania zawartości tłuszczu w mleku, która w rewolucyjny sposób przyczyniła się do poprawy jakości mleka spożywczego w handlu. Gubernator stanu Wisconsin William Hoard stwierdził, że nigdy nie udało się Pismu Świętemu nawrócić tylu ludzi na uczciwą drogę, co próbie Babcocka, która zmusza farmerów do prowadzenia uczciwego handlu mlekiem. Swojego wynalazku Babcock nie opatentował, rezygnując dla dobra ogółu z ogromnych możliwych korzyści finansowych.
Innym polem badań Babcocka było prawidłowe odżywianie bydła. Odkrył, że we właściwej paszy powinny znajdować się obok składników podstawowych (jak białka, węglowodany czy tłuszcze) także nieznane wcześniej substancje, występujące w minimalnych ilościach, czym przyczynił się do odkrycia witamin.